# Petalocephala conspersa
Petalocephala conspersa är en insektsart som beskrevs av Kuoh. Petalocephala conspersa ingår i släktet Petalocephala och familjen dvärgstritar. Inga underarter finns listade i Catalogue of Life.